# Lepkék
A lepkék (Lepidoptera) az ízeltlábúak törzsében a rovarok osztályának utolsóként kifejlődött rendje.

## Származásuk, elterjedésük
Legközelebbi rokonaik a tegzesek, de a lepkéket azoknál jóval fejlettebbeknek tekinthetjük. Az első primitív éjjeli lepkék a jura időszak elején, kb. 190 millió éve tűnhettek fel.
Mintegy 150 000 fajukat írták le; ezek közül Magyarországon körülbelül 3500 él – ezek körülbelül 45%-a nagylepke (Macrolepidoptera) és 55%-a molylepke (Microlepidoptera).

## Megjelenésük, felépítésük
Méretük meglehetősen változatos: a kifejlett példányok szárnyainak fesztávolsága néhány mm-től 30 cm-ig terjed.
Ivari kétalakúságuk a test vastagságára, a szárnyak jellegére is kiterjed. Főleg a felnőtt állapotban nem táplálkozó fajoknál gyakori, hogy a nőstény a hímnél kevésbé mozgékony, az ilyen nőstények szárnya el is csökevényesedhet.

### Fejük
Szabadon mozgatható fejük két oldalán egy-egy nagy, gömb alakú szem ül; sok faj feje tetején még két pontszem is.

#### Csápjaik
A fejen található két csáp felépítése változatos; a két leggyakoribb típus a végig közel egyforma vastag, fonalszerű csáp és a fokozatosan elvékonyodó, sörteszerű csáp. Egyes fajok utolsó csápízei megvastagodnak, ez a bunkós csáp. Az egyes csápízekről függelékek nőhetnek, ezek alakja és elhelyezkedése szerint megkülönböztetjük a fűrészes, fésűs, tollas stb. típusokat. Nem ritka az ivari kétalakúság, amikor a hímek csápja fésűs, a nőstényeké fonalas. Nagy felületű, tollas csápja többnyire a hímeknek van. A csápok feladata a különböző fizikai és kémiai ingerek felfogása.

#### Szájszervük
Szájszervük egészen speciális; a rovarok minden más rendjétől egyértelműen megkülönbözteti őket. E szájszerv legfontosabb és egyben legspecifikusabb eleme a pödörnyelv. Ez a testéhez képest az egyik leghosszabb az állatok között, két félből álló cső az állkapcsi belső karéj alsó, illetve külső feléből nőtt össze. Amint neve is mutatja, általában laprugóhoz hasonlóan felpödörítve tartják, és csak iváshoz, illetve táplálkozáshoz nyújtják ki. Az állkapocs külső karéjai és tapogatói általában teljesen elcsökevényesedtek, csak a felső ajak, a rágók és az alsó ajak szerény maradványai figyelhetők még meg. Olyan fajok, amelyek rágóival még tényleg lehet rágni is, csak szórványosan, a legősibb formákat őrző molylepkék között fordulnak elő. Nem csökevényesedtek el viszont az alsó ajak tapogatói: ezek érzékszervekkel dúsan felszerelt, bozontos szőrzettel vagy pikkelyekkel borított függelékekké alakultak.

### Végtagjaik
Három pár járólábuk két-két karomban végződik. A lábak aránylag gyengék, inkább alkalmasak kapaszkodásra, mint járásra. Egyes szabad szárnyú lepkék első pár lába részben elcsökevényesedett.

### Szárnyaik

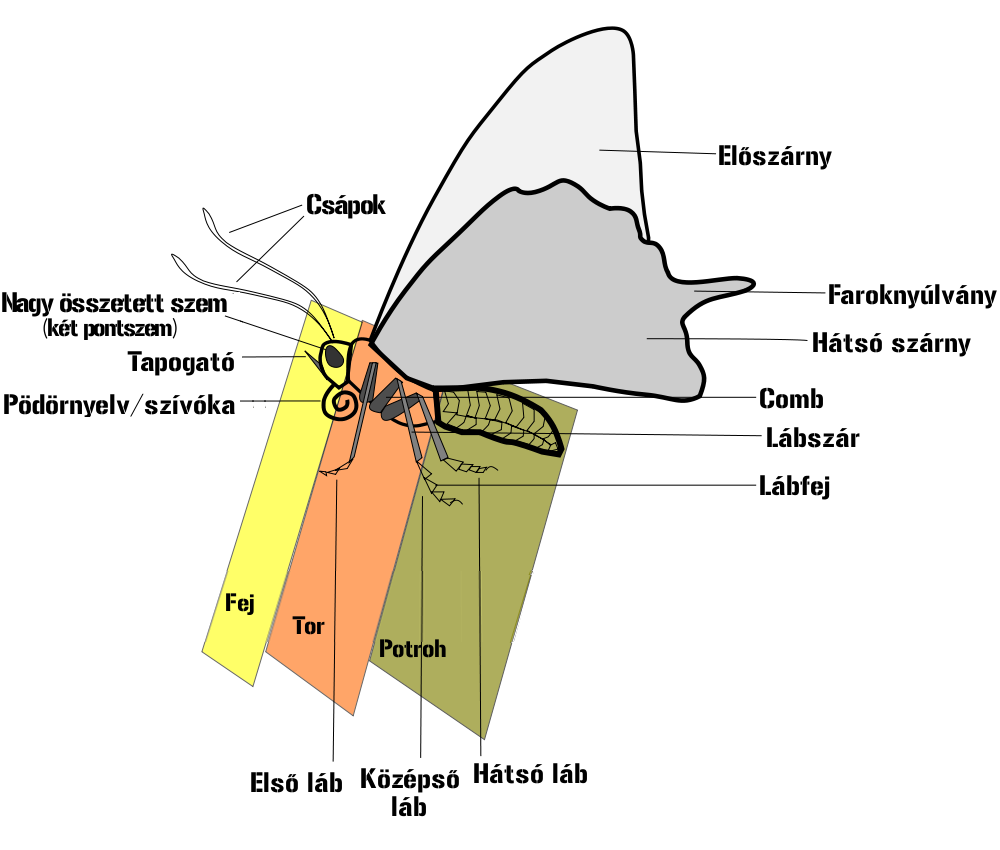
Lepkék alaktana

Két pár szárnyuk alakja és mérete (ezzel az egyes taxonok röpképessége) rendkívül különböző; egyes fajok szárnya teljesen hiányzik. A legjobban repülő szenderek szárnya keskeny és hosszú; az első szárny lényegesen nagyobb a hátsónál. Az általában rosszul repülő, inkább csak csapongó nappali lepkék szárnyai szélesek; a két szárny mérete közel azonos.
A szárnyakat szőrök és – jellemzően – és zsindelyszerűen átfedő kitinpikkelyek borítják: ez az úgynevezett „hímpor”, amiről a rend a nevét kapta – a Lepidoptera szó jelentése: pikkelyes szárnyú. Színük széles skálán mozog, ennek fontos szerepe van az udvarlásban. A pikkelyek nemcsak pigmentáltak, de vastagságuktól és elrendeződésüktől, sűrűségüktől, finom lemezes vagy rácsos szerkezetüktől függően különböző fizikai színeket produkálnak (irizálás stb.). Ezt elősegítik a pikkelyekben található különféle kutikuláris képződmények. A fizikai és kémiai színek kombinációi egyes fajokat rendkívül dekoratívvá tesznek. Ha lekopnak róla a pikkelyek, a szárny üvegszerűen áttetszővé válik.
A legtöbb lepke két szárnypárját különféle típusú testrészek kapcsolják össze, hogy összhangba hozzák a szárnyak mozgását. Az ilyen szervek ősi formájának a kapcsolókaréjt (jugum) tekintik: ez az első szárnyból indul, és a hátsó szárny első részén kialakult redőhöz kapcsolódik. Elterjedtebb és újabbnak tekintett változat az akasztó tüske (frenulum): ez a hátsó szárnyból kinyúló, hegyes nyúlvány, amit többnyire keresztben álló szőrök vagy pikkelyek rögzítenek az elülső szárnyhoz. A szabad szárnyú lepkék (ilyenek a tipikus nappali lepkék) szárnyai nem kapcsolódnak egymáshoz.

## Testük

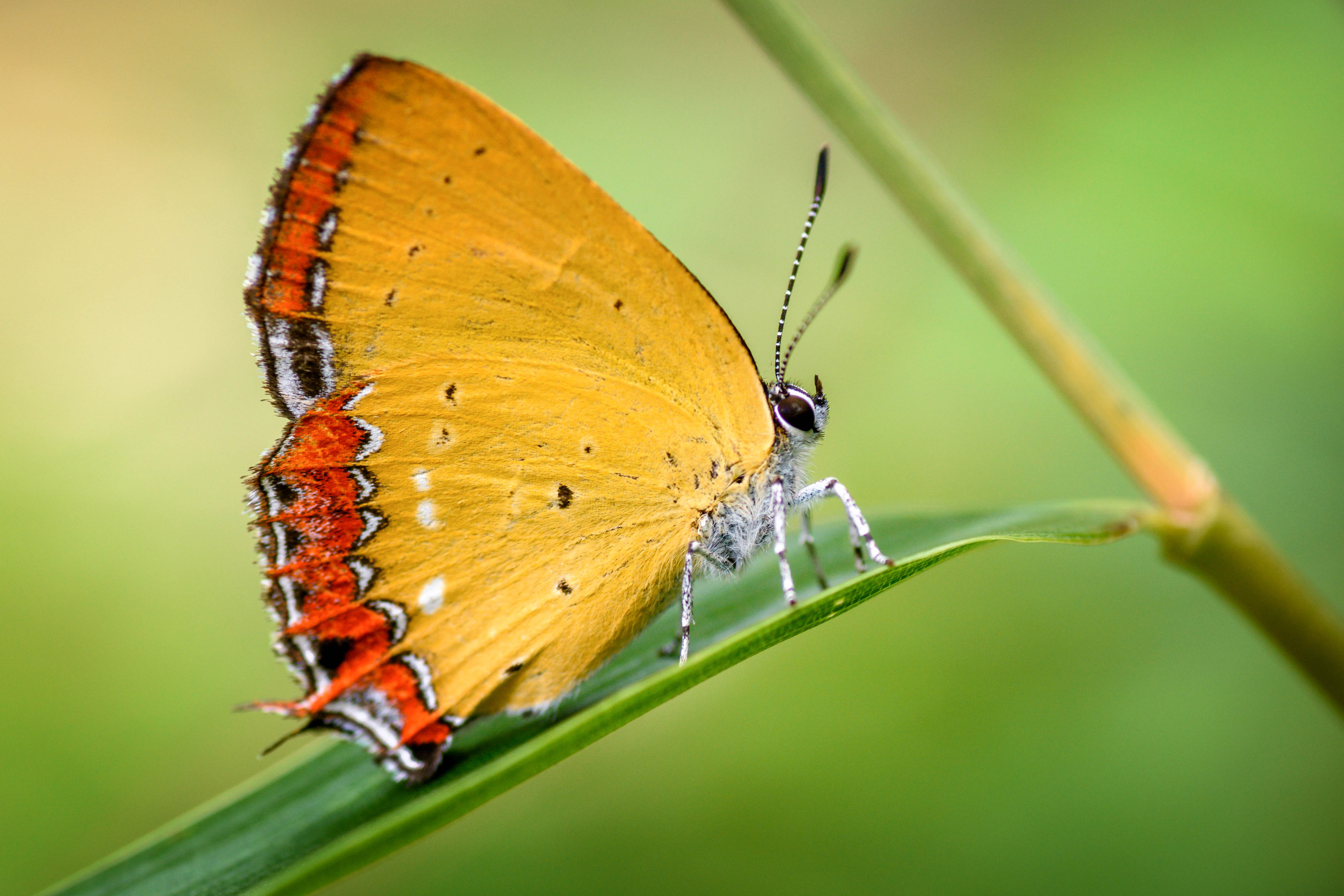
Lepke egy levélen

Teljes átalakulással fejlődnek; polypod lárvaalakjuk neve hernyó.
A hosszú, karcsú vagy rövid, zömök potroh tíz szelvényből áll, és ezekből az utolsó 2–3 tartalmazza az ivarszerveket. A testet, akárcsak a szárnyakat, szőrök és pikkelyek borítják.

### Hernyók
A hernyók teste 14 szelvényből áll:
- fej,
- tor: 3 szelvény, szinte mindig egy-egy pár lábbal,
- potroh 11 szelvény

A hernyók fején van a szájuk, egy pár egészen rövid csáp, kétoldalt rendszerint hat pár pontszem, alsó ajkaikon pedig labiumok szövőmirigyek. Szájszervük erőteljes, fogazott rágószájszerv.
3 pár torlábuk, 1 pár állábuk és 1 pár far- vagy tolólábuk szinte mindig van; a potrohlábak száma változó. A torlábak végkaromban végződnek; a torlábak utáni két első potrohszelvényen többnyire nincs lábuk.
Megjelenésük az imágóhoz hasonlóan változatos: csupasz és hosszú, élénk színű, mérgező szőrökkel dúsan borított hernyókkal egyaránt találkozhatunk. Más fajoknak a teste mérgező (a tápnövény anyagcseretermékeitől). Színezetük és rajzolatuk rendkívül sokféle lehet.

### Bábok
A lepkék bábja ún. múmiabáb, amin a szárny, a lábak, a csáp és a pödörnyelv körvonalai már átsejlenek anélkül, hogy ezek világosan elkülönülnének a test többi részétől. Csak az alacsonyabbrendű molylepkék között akadnak olyanok, amelyek bábjának végtagjai részben szabadon állnak.

## Életmódjuk, élőhelyük

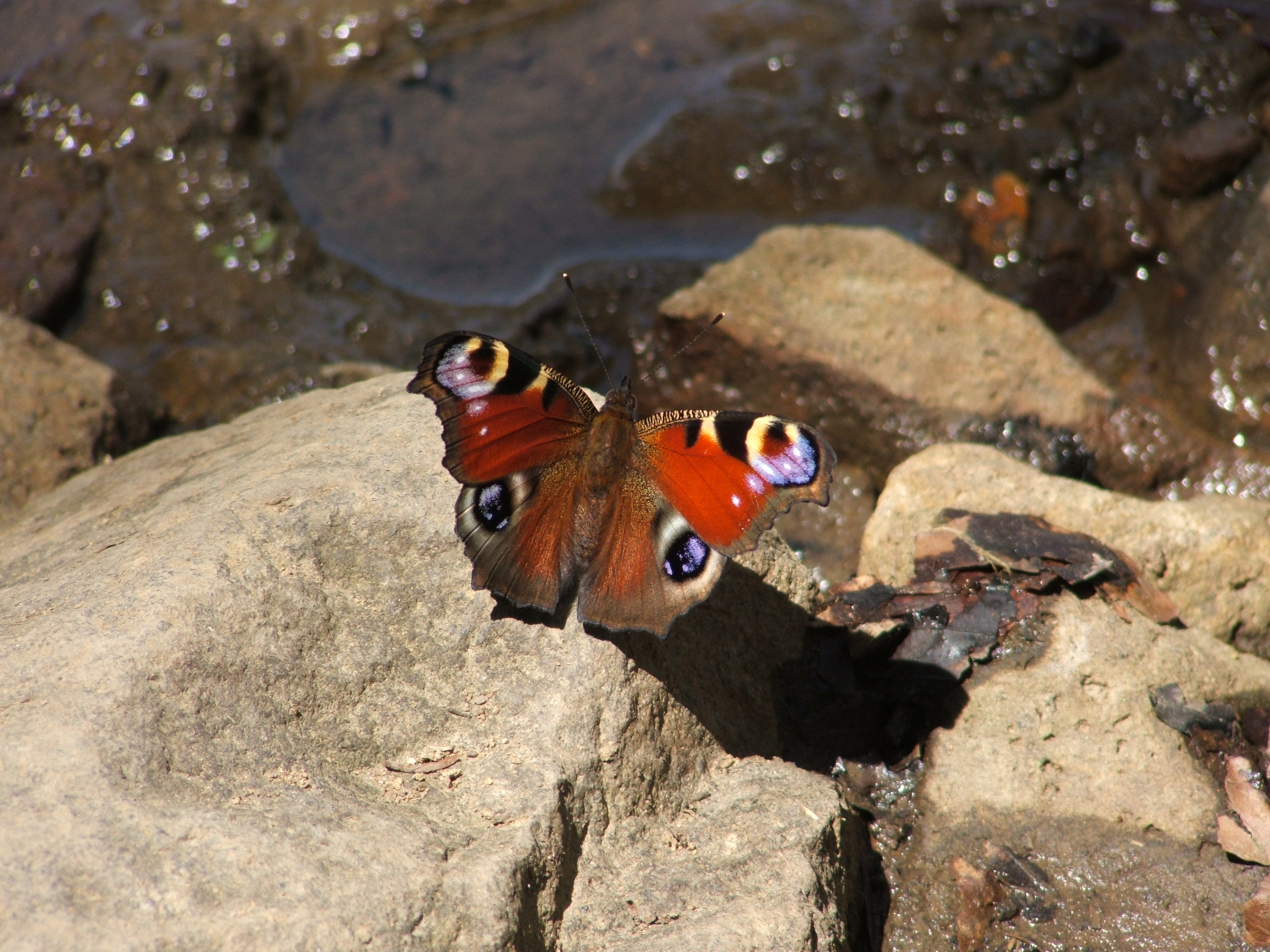
Nappali pávaszem a Mátrában

A hernyók elsődlegesen szárazföldiek. Általában növényi anyagokkal táplálkoznak, tehát növényen vagy növényben élnek. A növényt kívülről rágják, vagy szárban, levélben „aknáznak”, azaz járatokat, alagutakat rágnak. Egyes, kis testű fajok teljesen a levélben fejlődnek ki, úgy, hogy az alsó és felső epidermiszt is érintetlenül hagyják. Sok faj hernyója egy-egy tápnövényre specializálódott (monofág), mások (oligofág hernyók) csak néhány növényen élnek meg, és vannak olyanok, amelyek szinte egyáltalán nem válogatósak (polifágok). Főleg monofág hernyók ha elszaporodnak, nagyon gyorsan szinte teljesen letarolhatják tápnövényüket egy-egy területen, mert hihetetlenül gyorsan nőnek, és ehhez rengeteg táplálékra van szükségük.
Akad néhány avarral táplálkozó faj, sőt hangyákkal együtt élő, ragadozó, illetve levéltetveket pusztító hernyók is akadnak.
A kikelő kis hernyók legtöbbjének első tápláléka az üres peteburok, majd 2–12 vedlés után érik el a megfelelő méretet. Egyesek pár hét alatt kifejlődnek, míg főleg a hegyekben élő fajok akár két évet is élnek a bábozódásig. Egyes hernyók különböző anyagokból házat vagy zsákot készítenek testük védelmére, és abban élnek. Bizonyos fajok, mint például a vízlepkék (Nymphulinae nemzetség) hernyói a tegzesekhez hasonlóan a víz alatt élnek.
A növekvő hernyók a bábállapot elérése előtt többször vedlenek. A vedlés előtt az addig mohón táplálkozó hernyó elveszti étvágyát, és nyugalmi helyzetbe dermed. 
Miután az exuviális folyadék kellőképp elkülönítette egymástól a régi és az új kültakarót, ütemesen összehúzódva és kinyújtózva felrepeszti, majd ledobja magáról az exuviumot.
A hernyók az átalakuláshoz gyakran gubót szőnek. A bábot némely fajok egy-egy szállal valamilyen növényhez erősítik, a legtöbb azonban a talajban, fakéreg vagy kövek alatt alakul át.
Számos lepke (imágó) kiválóan idomult környezetéhez úgy, hogy felvette annak színezetét, illetve valamilyen, az adott környezetben gyakori vagy jellemző tárgyat, élőlényt utánoz. Egyes lepkék olyan színűek, mint az a fatörzs, amelyen pihenni szoktak, mások fullánkos hártyásszárnyúra, falevélre stb. emlékeztetnek – a feltűnő pápaszemes lepkék szemfoltjai például ragadozó madár szemére.
Egyes fajok nappal repülnek, mások éjszaka. A nappali lepkék többsége élénk színű, az éjszakaiak többnyire barnásszürkék.
Az imágók pödörnyelve csak folyadék (érett gyümölcsök, harmatcseppek, virágok nektárja, fák kicsorduló nedve stb.) felszívására alkalmas. Némely fajok ürülékre vagy rothadó, erjedő anyagokra specializálódtak. Sokuk imágója egyáltalán nem táplálkozik.
Több családjukban mezőgazdaságilag is jelentős növény-, ill. raktári kártevők találhatók. Ilyenek például:
- a bagolylepkefélék (Noctuidae),
- a sarlós ajkú molyfélék (Gelechiidae),
- az araszolófélék (Geometridae),
- a szövőlepkefélék (Lasiocampidae),
- a sodrómolyfélék (Tortricidae),
- a szenderfélék (Sphingidae).

Szaporodásuk általában kétivarú, de ritkán előfordul a lárvanemzés és a szűznemzés is. Az udvarlás fajonként nagyon különböző lehet. A hímek gyakorta repülés közben, feromonokkal csábítják magukhoz a nőstényeket, amelyek az illatanyagtól valamiféle kábulatba esnek, így a hímek megakadályozhatják, hogy faképnél hagyják őket. Főleg azon fajoknál, amelyek nősténye röpképtelen, ez éppen fordítva van, a nőstények termelnek illatanyagot, és a hímek ennek alapján keresik meg, illetve fel őket.
A nőstény petéit csomókban vagy egyenként a tápnövény levelének fonákjára rakja, néha vízközelbe vagy vízi növényekre.

## Rendszerezésük
A lepkék rendszertanát távolról sem tekinthetjük véglegesnek, a molekuláris biológiai kutatások valószínűleg teljesen át fogják rajzolni azt. Nagyon valószínű, hogy ősi formáik a megnyúlt szárnyú lepkék, amelyek két szárnypárjának alakja és erezete is hasonló.
Hagyományosan alakjuk, testtartásuk, illetve életmódjuk sajátosságai alapján osztották őket csoportokra. Ezekről a taxonokról mára kiderült, hogy parafiletikusak; mivel azonban többnyire makroszkóposan jól felismerhető bélyegeken alapulnak, tehát a gyakorlati tájékozódást jelentősen megkönnyítik, sok szakember máig ragaszkodik használatukhoz.
Az egyik legáltalánosabb rendszerben két nagy csoportra, a nagylepkékre (Macrolepidoptera) és a molylepkékre (Microlepidoptera) osztották őket. Egy másik felosztás a két szárnypár kapcsolódása alapján kapcsolókaréjosokra (Jugata alrend), illetve kapcsolókaréj nélküliekre (Frenatae alrend) tagolja őket. A nagylepkék csoportjában általánosan elfogadott az éjszakai lepkék (Heterocera) és a nappali lepkék (Diurna); utóbbiakon belül a busalepke-félék (Hesperidae) és a bunkóscsápúak vagy valódi nappali lepkék (Rhopalocera) megkülönböztetése.
A korszerűbb rendszertanok az alábbi alrendeket különítik el:
- Aglossata
- Heterobathmiina
- Glossata
- Zeugloptera